# Škobalji
Škobalji (cyr. Шкобаљи) – wieś w Bośni i Hercegowinie, w Republice Serbskiej, w gminie Foča. W 2013 roku liczyła 5 mieszkańców.